# Ikarus 66
Ikarus 66 je model autobusu maďarské značky Ikarus, který se vyráběl od padesátých let 20. století do roku 1973.

## Historie
Vozidlo produkovala firma Ikarus, na níž se po komunistickém znárodnění přejmenovala někdejší luxusní karosářská dílna Imre Uhryho založená roku 1895. Autobusy, jež Ikarus po druhé světové válce vyráběl, vycházely z předválečných plánů, které u jednotlivých vozidel měly motor umístěný vpředu. V poválečné době se však více automobilek zaměřovalo na výrobu autobusů s motorem vzadu nebo pod podlahou, aby zbylo více místa pro cestující. I firma Ikarus nakonec začala v roce 1952 tuto koncepci zkoušet, přičemž model Ikarus 66 patřil spolu s vozidly Ikarus 55 k prvním, které se dočkaly komerční výroby. Verze 55 byla určena pro dálkovou dopravu, zatímco 66 pro linkový či městský provoz.
Autobusy Ikarus 66 jezdily jak v Maďarsku, tak také v dalších zemích východního bloku. Část z produkce odkoupili i odběratelé z Kuvajtu. Tamní dobré zkušenosti s autobusem pak následně otevřely možnosti exportu i do dalších zemí světa. Poslední model sjel z výrobní linky továrny v roce 1973.

## Popis
Délka autobusu dosahovala 11 400 milimetrů, šířka 2500 milimetrů a výška 2900 milimetrů. Rozvor mezi oběma nápravami činil 5550 milimetrů. Podvozek tvořila samonosná ocelová kostra, na níž se jak v přední části, tak rovněž vzadu nacházely hvězdicové nápravy vybavené poloeliptickým odpružením. Vozidlo poháněl šestiválcový čtyřtaktní dieselový motor Csepel D 613 a posléze D 614, mající objem válců 8275 kubických centimetrů a výkonem 145 koní, jenž se ve své době řadil k silným motorům. Exportní verze ale mohly pohánět jiné motorové jednotky jako například dieselový motor od společnosti IFA o výkonu 190, jež měla vozidla vyvážená roku 1972 do Východního Německa (NDR). Motor se nacházel v zadní části vozidla, která tak měla svou charakteristickou podobu. Spotřeba autobusu dosahovala 34 litrů paliva na ujetí sta kilometrů. Celková hmotnost vozidla dosahovala 15 tun, přičemž vlastní se pohybovala na úrovni 9,5 tuny.
Autobus disponoval místy pro 41 sedících cestujících a dalších 31 pasažérů mohlo během jízdy stát. Nástup do vozidla a výstup z něj umožňovaly dvoje harmonikové dveře. Svým vybavením byl autobus na úrovni tehdejších vozidel produkovaných v západní Evropě. Svá objemnější zavazadla si mohli cestující odkládat do prostoru na střeše autobusu a v zadní části střechy byl umístěn vývod větrání, který umožňoval přísun čerstvého vzduchu pro chlazení motoru.